# T&L
T&L 또는 TCL(Transform, clipping, and lighting)은 컴퓨터 그래픽스에 사용되는 용어이다.

## 개요
변형(transformation)은 3차원 장면을 2차원 보기로 만드는 작업이다. 클리핑(clipping)이란 렌더링이 완료된 후 그림에 나타날 장면 부분만 그리는 것을 의미한다. 조명(lighting)은 조명 정보를 기반으로 장면의 다양한 표면 색상을 변경하는 작업이다.

## 하드웨어
하드웨어 T&L은 1993년부터 아케이드 게임 시스템 보드에 사용되었고, 메가 드라이브의 버추어 프로세서(SVP), 세가 새턴의 SCU-DSP, 1994년 플레이스테이션의 GTE, 1996년 닌텐도 64의 RSP 이후 가정용 비디오 게임 콘솔에 사용되었다. 전통적인 하드웨어 T&L은 아니었지만 여전히 소프트웨어 T&L은 메인 CPU 대신 보조 프로세서에서 실행되며 기본적인 프로그래밍 가능 픽셀 및 버텍스 셰이더에도 사용될 수 있다. 보다 전통적인 하드웨어 T&L 은 2001년 게임큐브와 엑스박스 콘솔에 등장했다(PS2는 여전히 T&L에 벡터 보조 프로세서를 사용함). 개인용 컴퓨터는 1999년까지 소프트웨어에 T&L을 구현했는데, 더 빠른 CPU가 더욱 사실적인 렌더링에 대한 요구를 충족할 수 있을 것이라고 믿었기 때문이다. 그러나 당시의 3D 컴퓨터 게임은 CPU 처리 능력의 증가보다 훨씬 빠르게 점점 더 복잡한 장면과 세밀한 조명 효과를 생성하고 있었다.
엔비디아의 지포스 256은 1999년 후반에 출시되었으며 소비자 PC 그래픽 카드 시장에 T&L에 대한 하드웨어 지원을 도입했다. T&L 하드웨어뿐만 아니라 특정 상황에서 동일한 정점을 두 번 처리할 필요가 없는 캐시 덕분에 정점 처리 속도가 더 빨라졌다. DirectX 7.0(특히 Direct3D 7)은 하드웨어 T&L을 지원하는 해당 API의 첫 번째 릴리스인 반면, OpenGL은 이를 훨씬 오랫동안 지원했으며 일반적으로 CAD(컴퓨터 지원 설계)용으로 설계된 이전 전문 지향 3D 가속기의 범위였다.
알라딘의 ArtX 통합 그래픽 칩셋에는 소켓 7 플랫폼용 알라딘 VII 마더보드의 일부로 1999년 11월 출시된 T&L 하드웨어도 포함되어 있다.
S3 그래픽스는 지포스 256 직후인 1999년 후반에 세비지 2000 가속기를 출시했지만 S3는 하드웨어 T&L 지원을 가능하게 하는 작동하는 Direct3D 7.0 드라이버를 개발하지 않았다.